# EMA 2020
Az 2020-as EMA egy szlovén zenei verseny, melynek keretén belül a közönség és a zsűri kiválasztja, hogy ki képviselje Szlovéniát a 2020-as Eurovíziós Dalfesztiválon, Rotterdamban. A 2020-as EMA volt a huszonötödik szlovén nemzeti döntő.
Az élő műsorsorozatba ezúttal is tíz dal versenyezett az Eurovíziós Dalfesztiválra való kijutásért. A sorozat immáron többfordulós volt; a versenyt megelőző időszakban az EMA FREŠ az EMA előválasztójává vált tizennyolc előadóval. Közülük tízen jutottak tovább az előválogató döntőjébe, ahol csak két dal jutott a 2020-as EMA mezőnyébe. A tizenkétfős döntőt február 22-én rendezték. Az adás alatt a közönség és a zsűri döntött a végeredményt illetően.

## Résztvevők
Az RTV SLO 2019. november 13-án jelentette be az EMA FREŠ-be jutottak névsorát. A nemzeti döntő tíz résztvevőjét december 20-án közölték.
| Előadó               | Dal           | Nyelv   | Szerző(k)                                                                       |
| -------------------- | ------------- | ------- | ------------------------------------------------------------------------------- |
| Ana Soklič           | Voda          | szlovén | Ana Soklič, Bojan Simončič                                                      |
| Božidar Wolfand Wolf | Maybe Someday | angol   | Božidar Wolfand Wolf, Grigor Koprov, Helena B. Wolfand                          |
| Gaja Prestor         | Verjamem Vase | szlovén | Gaja Prestor, Žan Serčič                                                        |
| Imset                | Femme Fatale  | szlovén | Blaž Horvat, Dejan Macura, Jaka Ažman, Jaka Peterka, Matej Pečaver, Ron Lunaček |
| Inmate               | The Salt      | angol   | Ani Cordero, Ed Fisher, Klara Jazbec                                            |
| Lina Kuduzović       | Man Like U    | angol   | Lina Kuduzović                                                                  |
| Manca Berlec         | Večnost       | szlovén | Patrik Šimenc, Manca Berlec                                                     |
| Simon Vadnjal        | Nisi Sam      | szlovén | Clifford Goilo, Simon Vadnjal, Kevin Koradin                                    |
| Tinkara Kovač        | Forever       | angol   | Aleš Klinar, Anja Rupel                                                         |

## EMA FREŠ
| Előadó                | Dal                      | Nyelv     | Szerző(k)                                                                               |
| --------------------- | ------------------------ | --------- | --------------------------------------------------------------------------------------- |
| Alfirev               | Črno bela lika           | szlovén   | Patrik Šimenc, Žan Vončina, Tia Alfirev                                                 |
| Astrid in Avantgarden | Sing to Me               | angol     | Astrid Ana Kljun, Janez Hace, Martin Štibernik                                          |
| Klarity               | Diham                    | szlovén   | Klara Klasinc Brglez, Primož Jurendić, Niki Kozoderc                                    |
| Lana Hrvatin          | Dream                    | angol     | Enej Žagar, Lana Hrvatin                                                                |
| Ljudmila Frelih       | Vztrajaj, ker je vredno  | szlovén   | N/A                                                                                     |
| Marko Škof            | Hočem da je vse kot prej | szlovén   | N/A                                                                                     |
| Marmoris              | Moj pristan              | szlovén   | Andraž Kos, Blaž Horvat, Matic Skok                                                     |
| Martina               | Pleši                    | szlovén   | N/A                                                                                     |
| Nuša Pliberšek        | Življenje je čarovnija   | szlovén\| | N/A                                                                                     |
| Parvani Violet        | Cupid                    | szlovén   | Aljaž Šumej, Anže Lečnik, Anže Zaveršnik, Florjan Ajdnik, Jaka Jeršič, Veronika Steiner |
| Petra Ceglar          | Srce naglas              | szlovén   | N/A                                                                                     |
| Pia Nina              | Tukaj in zdaj            | szlovén   | Jerney Kržič, Pia Nina Stružnik Štefe                                                   |
| Sara Petešič          | Sanjaj/Dream             | szlovén   | N/A                                                                                     |
| Saška                 | Še kar lovim tvoj nasmeh | szlovén   | Jure Skaza, Matic Mlakar                                                                |
| Soulution             | Eno                      | szlovén   | N/A                                                                                     |
| Stella                | Ne vem, če sem v redu    | szlovén   | Špela Jezovšek                                                                          |
| Tilen Lotrič          | Jaz in ti                | szlovén   | N/A                                                                                     |
| Younite               | The Cure                 | angol     | Jakob Zlatinšek, Pija Lucija Kralj                                                      |

| Előadó                              | Dal                             | Eredmény                        |
| Első párbaj – 2019. november 4.     | Első párbaj – 2019. november 4. | Első párbaj – 2019. november 4. |
| ----------------------------------- | ------------------------------- | ------------------------------- |
| Stella                              | "Ne vem, če sem v redu"         | Továbbjutott                    |
| Pia Nina                            | "Tukaj in zdaj"                 | Második esély forduló           |
| Második párbaj – 2019. november 5.  |                                 |                                 |
| Soulution                           | "Eno"                           | Második esély forduló           |
| Younite                             | "The Cure"                      | Továbbjutott                    |
| Harmadik párbaj – 2019. november 6. |                                 |                                 |
| Astrid in Avantgarden               | "Sing to Me"                    | Második esély forduló           |
| Martina                             | "Pleši"                         | Továbbjutott                    |

| Előadó                               | Dal                                  | Eredmény                             |
| Első heti finálé – 2019. november 8. | Első heti finálé – 2019. november 8. | Első heti finálé – 2019. november 8. |
| ------------------------------------ | ------------------------------------ | ------------------------------------ |
| Stella                               | "Ne vem, če sem v redu"              | Döntős                               |
| Younite                              | "The Cure"                           | Döntős                               |
| Martina                              | "Pleši"                              | Második esély forduló                |

| Előadó                               | Dal                                  | Eredmény                             |
| Negyedik párbaj – 2019. november 12. | Negyedik párbaj – 2019. november 12. | Negyedik párbaj – 2019. november 12. |
| ------------------------------------ | ------------------------------------ | ------------------------------------ |
| Klarity                              | "Diham"                              | Továbbjutott                         |
| Tilen Lotrič                         | "Jaz in ti"                          | Második esély forduló                |
| Ötödik párbaj – 2019. november 13.   |                                      |                                      |
| Marko Škof                           | "Hočem da je vse kot prej"           | Második esély forduló                |
| Petra Ceglar                         | "Srce naglas"                        | Továbbjutott                         |
| Hatodik párbaj – 2019. november 14.  |                                      |                                      |
| Parvani Violet                       | "Cupid"                              | Továbbjutott                         |
| Sara Petešič                         | "Sanjaj/Dream"                       | Második esély forduló                |

| Előadó                                   | Dal                                      | Eredmény                                 |
| Második heti finálé – 2019. november 15. | Második heti finálé – 2019. november 15. | Második heti finálé – 2019. november 15. |
| ---------------------------------------- | ---------------------------------------- | ---------------------------------------- |
| Klarity                                  | "Diham"                                  | Döntős                                   |
| Petra Ceglar                             | "Srce naglas"                            | Második esély forduló                    |
| Parvani Violet                           | "Cupid"                                  | Döntős                                   |

| Előadó                                 | Dal                                 | Eredmény                            |
| Hetedik párbaj – 2019. november 18.    | Hetedik párbaj – 2019. november 18. | Hetedik párbaj – 2019. november 18. |
| -------------------------------------- | ----------------------------------- | ----------------------------------- |
| Saška                                  | "Še kar lovim tvoj nasmeh"          | Továbbjutott                        |
| Ljudmila Frelih                        | "Vztrajaj, ker je vredno"           | Második esély forduló               |
| Nyolcadik párbaj – 2019. november 19.  |                                     |                                     |
| Alfirev                                | "Črno bela lika"                    | Második esély forduló               |
| Nuša Pliberšek                         | "Življenje je čarovnija"            | Továbbjutott                        |
| Kilencedik párbaj – 2019. november 20. |                                     |                                     |
| Marmoris                               | "Moj pristan"                       | Továbbjutott                        |
| Lana Hrvatin                           | "Dream"                             | Második esély forduló               |

| Előadó                                    | Dal                                       | Eredmény                                  |
| Harmadik heti finálé – 2019. november 22. | Harmadik heti finálé – 2019. november 22. | Harmadik heti finálé – 2019. november 22. |
| ----------------------------------------- | ----------------------------------------- | ----------------------------------------- |
| Saška                                     | "Še kar lovim tvoj nasmeh"                | Döntős                                    |
| Nuša Pliberšek                            | "Življenje je čarovnija"                  | Második esély forduló                     |
| Marmoris                                  | "Moj pristan"                             | Döntős                                    |

| Előadó                               | Dal                              | Eredmény                         |
| Első párbaj – 2019. november 25.     | Első párbaj – 2019. november 25. | Első párbaj – 2019. november 25. |
| ------------------------------------ | -------------------------------- | -------------------------------- |
| Pia Nina                             | "Tukaj in zdaj"                  | Továbbjutott                     |
| Sara Petešič                         | "Sanjaj/Dream"                   | Kiesett                          |
| Második párbaj – 2019. november 26.  |                                  |                                  |
| Marko Škof                           | "Hočem da je vse kot prej"       | Kiesett                          |
| Nuša Pliberšek                       | "Življenje je čarovnija"         | Továbbjutott                     |
| Harmadik párbaj – 2019. november 27. |                                  |                                  |
| Alfirev                              | "Črno bela lika"                 | Továbbjutott                     |
| Soulution                            | "Eno"                            | Kiesett                          |
| Negyedik párbaj – 2019. december 2.  |                                  |                                  |
| Lana Hrvatin                         | "Dream"                          | Továbbjutott                     |
| Martina                              | "Pleši"                          | Kiesett                          |
| Ötödik párbaj – 2019. december 3.    |                                  |                                  |
| Astrid in Avantgarden                | "Sing to Me"                     | Továbbjutott                     |
| Petra Ceglar                         | "Srce naglas"                    | Kiesett                          |
| Hatodik párbaj – 2019. december 4.   |                                  |                                  |
| Ljudmila Frelih                      | "Vztrajaj, ker je vredno"        | Kiesett                          |
| Tilen Lotrič                         | "Jaz in ti"                      | Továbbjutott                     |

| Előadó                                                     | Dal                                                      | Eredmény                                                 |
| Második esély forduló első fináléja – 2019. november 29.   | Második esély forduló első fináléja – 2019. november 29. | Második esély forduló első fináléja – 2019. november 29. |
| ---------------------------------------------------------- | -------------------------------------------------------- | -------------------------------------------------------- |
| Pia Nina                                                   | "Tukaj in zdaj"                                          | Továbbjutott                                             |
| Nuša Pliberšek                                             | "Življenje je čarovnija"                                 | Kiesett                                                  |
| Alfirev                                                    | "Črno bela lika"                                         | Továbbjutott                                             |
| Második esély forduló második fináléja – 2019. december 6. |                                                          |                                                          |
| Lana Hrvatin                                               | "Dream"                                                  | Továbbjutott                                             |
| Astrid in Avantgarden                                      | "Sing to Me"                                             | Továbbjutott                                             |
| Tilen Lotrič                                               | "Jaz in ti"                                              | Kiesett                                                  |

### Döntő
A döntőt 2020. január 18-án rendezte az RTV SLO tíz előadó részvételével. Eleinte egy online döntőt terveztek rendezni, ám később vált hivatalossá, hogy élő adásban fog lezajlani a verseny. Összesen tíz előadó küzdött meg a továbbjutásért. Közülük csak ketten juthattak tovább a nemzeti válogató döntőjébe. A két továbbjutóból az egyiket a nézők, a másikat pedig a szakmai zsűri  választotta ki.
| Döntő | Döntő                 | Döntő                      | Döntő        |
| #     | Előadó                | Dal                        | Eredmény     |
| ----- | --------------------- | -------------------------- | ------------ |
| 01    | Stella                | "Ne vem, če sem v redu"    | Kiesett      |
| 02    | Younite               | "The Cure"                 | Kiesett      |
| 03    | Alfirev               | "Črno bela lika"           | Kiesett      |
| 04    | Klarity               | "Diham"                    | Kiesett      |
| 05    | Marmoris              | "Moj pristan"              | Kiesett      |
| 06    | Saška                 | "Še kar lovim tvoj nasmeh" | Továbbjutott |
| 07    | Pia Nina              | "Tukaj in zdaj"            | Kiesett      |
| 08    | Lana Hrvatin          | "Dream"                    | Kiesett      |
| 09    | Petra Ceglar          | "Srce naglas"              | Továbbjutott |
| 10    | Astrid in Avantgarden | "Sing to Me"               | Kiesett      |

## Külső hivatkozások
- 🅦 EMA Weboldal
- 🅦 EMA FRE Weboldal
- Facebook
- Instagram
- YouTube